# Marina Owsiannikowa
Marina Owsiannikowa z domu Tkaczuk (ros. Марина Овсянникова z domu Ткачук; ur. 19 czerwca 1978 w Odessie) – rosyjska prezenterka i dziennikarka telewizyjna, która była zatrudniona w kanale telewizyjnym Pierwyj kanał jako redaktorka międzynarodowa. 14 marca 2022 podczas audycji zaprotestowała przeciwko rosyjskiej inwazji na Ukrainę.

## Życiorys
Jej matka jest Rosjanką, a ojciec Ukraińcem. Po śmierci ojca, gdy miała 8 lat, wyprowadziła się z matką do Rosji. Dzieciństwo spędziła w Groznym. Jako dziecko trenowała pływanie i gimnastykę artystyczną. Wraz ze swoją drużyną pływacką zdobyła mistrzostwo Krasnodaru na zawodach uniwersyteckich. Ukończyła studia na wydziale dziennikarstwa Kubańskiego Uniwersytetu Państwowego w Krasnodarze oraz Rosyjską Akademię Gospodarki Narodowej i Administracji Publicznej przy Prezydencie Federacji Rosyjskiej.
Owsiannikowa karierę zawodową rozpoczynała jako prezenterka lokalnych wiadomości Dzień Kubania (День Кубани) w państwowej telewizji Kubań (Кубань). W 2002 roku – zgodnie z relacją tych, którzy z nią pracowali w tej stacji – wyjechała z Krasnodaru do Moskwy. W późniejszych latach pracowała jako redaktorka międzynarodowa dla stacji Pierwyj kanał, w którym zajmowała się m.in. tłumaczeniem wypowiedzi zagranicznych polityków i biznesmenów na język rosyjski. Od 11 kwietnia do 3 lipca 2022 roku była niezależną korespondentką Die Welt. Później na krótko wróciła do Rosji, ale wobec realnego zagrożenia aresztowaniem zdecydowała się na nielegalny wyjazd wraz z córką za granicę. Wyjechała do Francji, współpracuje z „Reporterami bez granic”, mieszka w Paryżu.
25 maja 2022 roku, podczas dorocznego Oslo Freedom Forum w Oslo, Owsiannikowa otrzymała Václav Havel International Prize for Creative Dissent, nagrodę ustanowioną przez Human Rights Foundation i przyznawaną „tym, którzy z odwagą i pomysłowością demaskują kłamstwa dyktatury i którzy przedstawiają pracę, która jest przykładem ogromnej odwagi i kreatywności”.
Ma dwójkę dzieci. Była żoną Igora Owsiannikowa, reżysera hiszpańskiego wydania Russia Today.

## Protest antywojenny

### Występ na żywo
14 marca 2022 roku, podczas wieczornego programu informacyjnego Wriemia, pojawiła się za prezenterką, pokazując transparent z napisem: „Stop wojnie. Nie wierzcie propagandzie. Tutaj was okłamują. Rosjanie przeciwko wojnie”, i krzycząc po rosyjsku: „Zatrzymajcie wojnę! Nie dla wojny!”. Po chwili transmisja ze studia została przerwana, a Owsiannikowa zatrzymana przez ochronę i przekazana policji. Oskarżona została o przygotowanie niezatwierdzonego wydarzenia publicznego. Musiała również zrezygnować z pracy dla Pierwyj kanał i, jak sama mówi, znalazła się w trudnej sytuacji finansowej. Obawia się również, że pracodawca może jej wytoczyć pozew cywilny. Jak podała rosyjska agencja TASS, za sam protest na antenie może zostać skazana na 15 lat więzienia. Fakt toczącego się dochodzenia potwierdził również adwokat Sergey Badamshin.

### Manifest
Przed protestem producentka nagrała krótki manifest, w którym mówi m.in., że wstydzi się pracy dla propagandy Kremla i wezwała Rosjan do protestowania przeciwko wojnie na Ukrainie i rządom Putina. 15 marca 2022 sąd ukarał ją za ten manifest grzywną w wysokości 30 tys. rubli. Kara dotyczyła tylko opublikowania w sieci nagrania z manifestem, a nie samego protestu na antenie. Według informacji pochodzących od Mariny Owsiannikowej istniała groźba zatrzymania jej w areszcie, ale nie została zatrzymana, ponieważ w Rosji przy sprawach administracyjnych nie można zatrzymać samotnych matek.

### Reakcje na protest antywojenny
Dziennikarz Timofej Dziadko, pracujący w stacji Dożd´, porównał Owsiannikową z Natalją Gorbaniewską i mówił o podobieństwie protestu antywojennego Owsiannikowej do „demonstracji siedmiorga w 1968 roku”.
Prezydent Francji Emmanuel Macron zaproponował Owsiannikowej azyl polityczny lub inną formę opieki prawnej we Francji. Propozycję tę rozszerzył również na innych rosyjskich dziennikarzy, którzy obawiają się wypowiadać się na temat wojny Rosji z Ukrainą w sposób niezgodny z linią władz. Owsiannikowa ogłosiła jednak, że czuje się patriotką i zamierza pozostać w Rosji, przyznając się jednak do obaw o swoje bezpieczeństwo i dalszy los swoich dzieci.
Roman Hryszczuk, członek Rady Najwyższej Ukrainy, napisał na Twitterze, że protest mógł być mistyfikacją, przeznaczoną dla odbiorców z Zachodu. Analizując wystąpienie zwracał uwagę na fałszywe stwierdzenia, jak to, że tylko Putin jest odpowiedzialny za wojnę, albo użycie zwrotu „bratnie narody”, używanego w rosyjskiej propagandzie państwowej. Z drugiej strony prezydent Ukrainy, Wołodymyr Zełenski, w telewizyjnym wystąpieniu podziękował Owsiannikowej za jej protest. Ponadto w mediach pojawiły się spekulacje na temat stosunkowo niskiego wymiaru kary wymierzonej kobiecie, który miałby świadczyć o specjalnym traktowaniu jej przez wymiar sprawiedliwości, choć jak podała agencja TASS postępowanie jeszcze nie zostało zakończone, a kara grzywny dotyczy jedynie sprawy administracyjnej za umieszczenie filmu. Za protest na antenie, również według prawnika kobiety, czeka ją jeszcze sprawa karna, w wyniku której Owsiannikowej nadal grozi 15 lat więzienia.
Marina Owsiannikowa zaprzecza oskarżeniom o mistyfikację, mówiąc, że jej przekaz był szczery, i że stacja potwierdziła prawdziwość incydentu. Igor Riskin, były dziennikarz Pierwyj Kanał, powiedział, że od strony zabezpieczeń stacji protest Mariny był jak najbardziej możliwy, bo obsługa była za daleko, by mogła od razu zareagować.
Po proteście Owsiannikowej rezygnację z pracy ogłosili kolejni dziennikarze. Pierwyj Kanał opuściła prezenterka Żanna Agalakowa, natomiast ze stacji telewizyjnej NTV odeszli prezenterka Lilia Gildejewa, pracująca tam od 2006 roku oraz Wadim Glusker, dziennikarz o blisko trzydziestoletnim stażu pracy, przy czym Gildejewa opuściła Rosję już wcześniej, natomiast wypowiedzenie przesłała po wystąpieniu Owsiannikowej. 20 marca 2022 roku szefowa stacji Dożd´ i dziennikarka Natalja Sindiejewa napisała list otwarty do rosyjskich kobiet mediów, w którym wyraziła m.in. uznanie dla odwagi Mariny Owsiannikowej.
27 marca 2022 Owsiannikowa wystąpiła w telewizji RAI, gdzie m.in. wezwała do zniesienia sankcji na Rosję, gdyż te dotykają zwykłych Rosjan. Według reportera Witolda Szabłowskiego był to dowód na „ustawkę” rosyjskich służb specjalnych: „choć krytykuje Putina, zaskakująco dobrze wpisuje się w linię Kremla”.